# Alayna Sonnesyn
Alayna Sonnesyn (* 22. Juni 1996) ist eine US-amerikanische Skilangläuferin.

## Werdegang
Sonnesyn trat international erstmals bei den Junioren-Skiweltmeisterschaften 2015 in Almaty in Erscheinung. Dort belegte sie den 52. Platz über 5 km Freistil und den 50. Rang im Skiathlon. Bei der US Super Tour startete sie erstmals im Januar 2016 bei den US-amerikanischen Meisterschaften in Houghton, wobei sie Platzierungen im Mittelfeld errang. Im folgenden Jahr lief sie bei den U23-Weltmeisterschaften in Soldier Hollow auf den 33. Platz über 10 km Freistil und auf den 31. Rang im Skiathlon. In der Saison 2018/19 erreichte sie in Minneapolis mit einem Sieg im Sprint sowie zweiten Plätzen ihre ersten Podestplatzierungen bei der US Super Tour. Zudem siegte sie beim American Birkebeiner und errang damit den fünften Platz in der Gesamtwertung der US Super Tour. Bei den U23-Weltmeisterschaften 2019 in Lahti lief sie auf den 27. Platz über 10 km Freistil und auf den 23. Rang im 15-km-Massenstartrennen. Beim Weltcup-Finale im März 2019 in Québec gab sie ihr Debüt im Skilanglauf-Weltcup, welches sie auf dem 68. Gesamtrang beendete. In der folgenden Saison wurde sie mit zwei dritten Plätzen sowie einen zweiten Platz, Dritte in der Gesamtwertung der US Super Tour. Im folgenden Jahr gewann sie erneut den American Birkebeiner. Nach jeweils zwei ersten und zweiten Plätzen sowie einen dritten Platz bei der US Super Tour zu Beginn der Saison 2021/22, holte sie mit dem 44. Platz bei der Tour de Ski 2021/22 ihre ersten Weltcuppunkte. Es folgten Siege bei der US Super Tour in Lake Placid und in Craftsbury. Zudem errang sie jeweils einmal den zweiten sowie dritten Platz und triumphierte erneut beim American Birkebeiner. Damit wurde sie zum Saisonende Dritte in der Gesamtwertung der US Super Tour. In der Saison 2022/23 kam sie im Weltcup mehrmals in die Punkteränge und errang den 36. Platz bei der Tour de Ski 2022/23.

## Siege bei Continental-Cup-Rennen
| Nr. | Datum             | Ort         | Disziplin                    | Serie         |
| --- | ----------------- | ----------- | ---------------------------- | ------------- |
| 1.  | 15. Februar 2019  | Minneapolis | Sprint Freistil              | US Super Tour |
| 2.  | 23. Februar 2019  | Hayward     | 50 km Freistil Massenstart 1 | US Super Tour |
| 3.  | 11. Dezember 2021 | Hayward     | Sprint klassisch             | US Super Tour |
| 4.  | 12. Dezember 2021 | Hayward     | 10 km klassisch              | US Super Tour |
| 5.  | 30. Januar 2022   | Lake Placid | 10 km Freistil Massenstart   | US Super Tour |
| 6.  | 6. Februar 2022   | Craftsbury  | 7,5 km Verfolgung            | US Super Tour |
| 7.  | 26. Februar 2022  | Hayward     | 50 km Freistil Massenstart 1 | US Super Tour |
| 8.  | 13. März 2022     | Sappada     | 10 km Freistil Massenstart   | Alpencup      |
| 9.  | 19. Februar 2023  | Minneapolis | 20 km klassisch Massenstart  | US Super Tour |
| 10. | 25. Februar 2023  | Hayward     | 50 km Freistil Massenstart 1 | US Super Tour |
| 11. | 24. März 2023     | Craftsbury  | Sprint Freistil 1            | US Super Tour |
| 12. | 21. Januar 2024   | Lake Placid | 10 km klassisch Massenstart  | US Super Tour |
| 13. | 26. Januar 2024   | Craftsbury  | Sprint Freistil              | US Super Tour |
| 14. | 28. Januar 2024   | Craftsbury  | 27 km Freistil Massenstart   | US Super Tour |